# Uichteritz
Uichteritz là một đô thị thuộc huyện Burgenland, bang Sachsen-Anhalt, Đức. Đô thị Uichteritz có diện tích 8,55 km², dân số thời điểm ngày 31 tháng 12 năm 2006 là 1417 người.